# Ломонтит
Ломонти́т (Laumontite) — минерал, водный алюмосиликат кальция из группы цеолитов. Его молекулярная формула Ca(Si4Al2)O12•4H2O Своё название минерал получил в честь французского минералога Ж. Ломонта, который в 1785 году собрал образцы в свинцовых рудниках Бретани. Рене-Жюст Гаюи в 1809 году дал этому минералу название Laumonit. До этого Роберт Джемсон (System of Mineralogy) в 1805 впервые назвал этот минерал lomonite. И только в 1821 Карл Цезарь фон Леонгард дал его нынешнее название, которое и употребляется по сей день.

## Свойства
Габитус: для ломонтита характерны мелкие призматические кристаллы с ромбовидным сечением и скошенным концом. Двойники обычно по {100}. Твёрдость по шкале Мооса 3,5-4. Блеск стеклянный, перламутровый. Спайность совершенная по {010} и {110}. Излом неровный. Цвет белый до серого, за счет примесей может быть розовым, желтоватым, коричневатым, золотисто-коричневым, бесцветным переходящий в розовый. Цвет черты белый. Очень хрупкий. Плотность 2,23 - 2,41. Является сильным пироэлектриком (его кристаллы не имеют центра симметрии). Проявляет свойства молекулярного сита. В НСl ломонтит образует студенистый осадок. В пламени свечи плавится. Легко обезвоживается в условиях низкой влажности или при действии сухого воздуха, переходя в леонгардит — дегидратизированную разновидность ломонтита.

## Происхождение

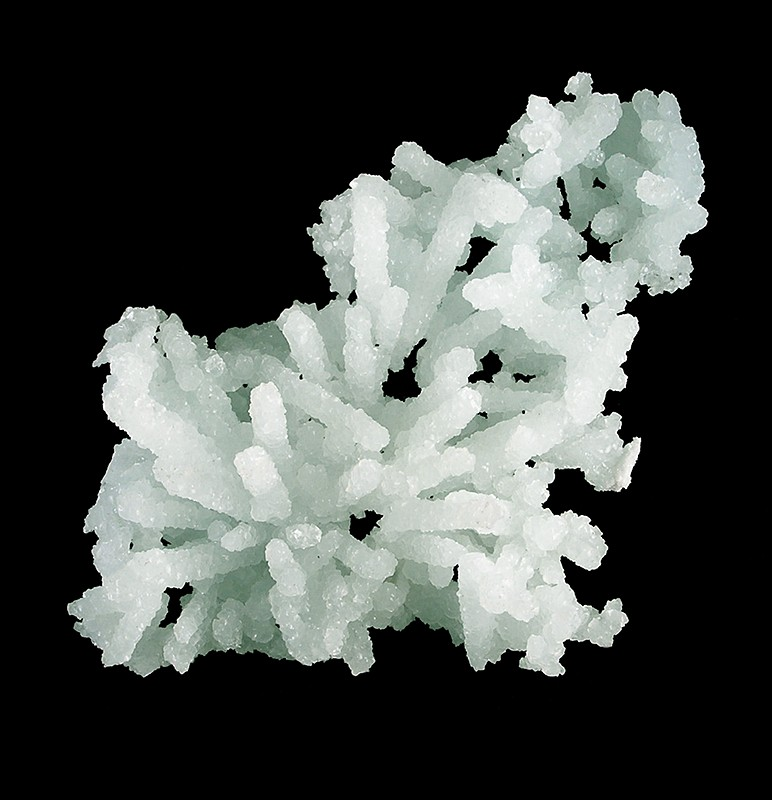
Псевдоморфозы пренита по ломонтиту (Мумбаи, Махараштра, Индия. Размер: 12,1 x 12,0 x 3,7 см)

Как и другие цеолиты ломонтит обычно образуется в гидротермальных месторождениях, остаётся в гидротермально изменённых карбонатных породах. Часто формируется в результате вторичной минерализации. Встречается в базальтах, диабазах, андезитах, иногда в гранитах, вместе с другими цеолитами, кальцитом, хлоритом. Найден в меднорудных жилах. Псевдоморфозы по ломонтиту пренита были найдены в Индии.

## Местонахождения
Ломонтит — широко распространенный минерал. В России: Норильский район (Красноярский край); "Соседка", Малханское пегматитовое поле, (Забайкалье); Туранский район, Тува; Дальнегорск (Приморский край); Ловозерский массив (Мурманская область); Саранпульский район (Тюменская область); у дер. Курцы, Крым, Floitental, Zillertal, Tirol (Австрия), Poona, Khandivali quarry, Maharashtra (Индия), Калифорнния, Мичиган, Нью-Джерси, Орегон (США), Питерс-Пойнт (пров. Новая Шотландня) (Канада), Идар-Оберштейн, Плауэнский Грунд близ Дрездена (Германия), Admiralty Bay (Антарктида).